# Cartes du Ciel
Комп'ютерний астрономічний атлас «Зоряні Мапи/ Cartes du Ciel» — безкоштовне програмне забезпечення для одержання зоряних мап для використання із Linux, Windows та Mac OS X.
Cartes du Ciel Version 3 використовує Lazarus/FreePascal компілятор та підпадає під GNU General Public License версії 2, червень 1991.

## Опис
Ця програма дозволяє одержувати зоряні мапи, використовуючи дані із багатьох десятків каталогів зірок та туманностей, а також керувати телескопом через Ascom Telescope Interface.
Крім цього, можна побачити положення планет, астероїдів та комет. Призначення цієї програми в тому, щоб за її допомогою готувати різноманітні зоряні мапи для спеціальних детальних спостережень. Велика кількість параметрів допоможе вибрати (визначено або автоматично) каталог для використання, кольори та розміри відображення зірок та туманностей, представлення планет, показ позначок та координатних сіток, накладення зображень, умови видимості та інше.
Усі ці властивості роблять цей зоряний атлас більш довершеним, аніж звичайний комп'ютерний планетарій.
У новій 3-й версії програми, на відміну від старих версій 2.хх [Архівовано 16 жовтня 2008 у Wayback Machine.], для відображення зоряних мап можливо використовувати чотири типи екваторіальних координат небесних об'єктів:
- видимі положення (істинний екватор, рівнодення та епоха на дату)
- середні на дату (середній екватор, рівнодення та епоха на дату)
- стандартні J2000.0 (середнє рівнодення та епоха J2000.0)
- астрометричні (середнє рівнодення J2000.0, епоха на дату)

Ці оновлення, а також підвищення точності обчислення екваторіальних координат (до 0.001-0.002s для RA та 0.01" для DE) зірок, галактик, туманностей та інших об'єктів далекого космосу, розширюють коло використання програми аж до наукового.

## Цікава властивість програми
За допомогою вкладеної програмки CatGen 3.0 можна самотужки створити потрібний каталог, використовуючи власні дані або дані із каталогів з астрономічних ресурсів.
Ось каталоги, створені за допомогою CatGen 3.0, зі сторінки Каталоги сайту програми [Архівовано 20 липня 2008 у Wayback Machine.].
А ось сторінка каталогів від Jeff Burton.
Та іще сторінка каталогів Kataloge für Cartes du Ciel [Архівовано 12 жовтня 2008 у Wayback Machine.]від Martin Schoenball.

## Автори програми
Автором цієї безкоштовної програми є любитель астрономії швейцарець Патрік Шевальє.
Автором українського перекладу програми Зоряні Мапи/ Cartes du Ciel v.3, а також української версії сайту [Архівовано 16 травня 2008 у Wayback Machine.] програми та cdc-версій каталогів зі сторінки Каталоги сайту програми [Архівовано 20 липня 2008 у Wayback Machine.] є Олег Малий.